# Echo again
『Echo again』（エコー・アゲイン）は、SPLAYの3枚目のシングルである。

## 概要
前作から5か月でのシングルとなる。

## 収録曲
1. Echo again
作詞：向井隆昭 作曲：向井隆昭、道本卓行 編曲：片岡大志、SPLAY
  - テレビアニメ『家庭教師ヒットマンREBORN!』3rdエンディングテーマ
2. Boys don't cry
作詞・作曲：向井隆昭 作曲：片岡大志、SPLAY
3. Parade
作詞・作曲：向井隆昭 作曲：片岡大志、SPLAY